# Andina (El Franco)
Andina (oficialmente y en asturiano: Andía) es una casería perteneciente a la parroquia de Arancedo, en el concejo de El Franco, comarca de Eo-Navia, Principado de Asturias, España.